# マンサク亜綱
マンサク亜綱 (Hamamelidae) はクロンキスト体系などで使われる被子植物の亜綱の1つで、マンサク科を含むもの。

## 分類

### クロンキスト体系
クロンキスト体系においては、双子葉植物綱の中に作られている6亜綱のひとつである。11目が含まれる。
- 被子植物門 Magnoliophyta
  - 双子葉植物綱 Magnoliopsida
    - マンサク亜綱 Hamamelidae
      - ヤマグルマ目 Trochodendrales
      - マンサク目 Hamamelidales
      - ユズリハ目 Daphniphyllales
      - ディディメレス目 Didymelales
      - トチュウ目 Eucommiales
      - イラクサ目 Urticales
      - レイトネリア目 Leitneriales
      - クルミ目 Juglandales
      - ヤマモモ目 Myricales
      - ブナ目 Fagales
      - モクマオウ目 Casuarinales

### 他の分類体系
新エングラー体系では双子葉植物を大きく2つに分けた亜綱を立てており、相当する下位タクサは古生花被亜綱（≒離弁花類）に属している。
APG分類体系では綱や亜綱の分類階級を作っていないので、マンサク亜綱の名前は使われない。分子系統の成果により、クロンキストのマンサク亜綱は多系統であることが判明しているため、上掲の目に含まれる科は真正双子葉類の直下、バラ類、キク類などに属している。マンサク科は真正双子葉類直下のユキノシタ目に含められている。